# Pavol Ruskovský
Pavol Ruskovský (* 11. února 1985, Michalovce) je slovenský fotbalový záložník, který působí od března 2015 v klubu FC Lokomotíva Košice.
Mimo Slovensko působil na klubové úrovni v ČR a Polsku.

## Klubová kariéra
Na Slovensku působil v klubech Zemplín Michalovce, HFC Humenné (hostování), FK Slavoj Trebišov (hostování). V roce 2012 odešel do moravského FC Zlín, odkud v lednu 2014 zamířil do polského mužstva GKS Tychy. V březnu 2015 se vrátil na Slovensko a posílil tým FC Lokomotíva Košice.